# Lignou
Lignou é uma comuna francesa na região administrativa da Normandia, no departamento Orne. Estende-se por uma área de 7,65 km². Em 2010 a comuna tinha 149 habitantes (densidade: 19,5 hab./km²).